# Titinga Frédéric Pacéré
Titinga Frédéric Pacéré  también Naba Panantugri (Manéga, Alto Volta, 31 de diciembre de 1943 - Uagadugú, 8 de noviembre de 2024) fue un poeta, novelista, ensayista, jurista y griot burkinabés. Fundador en 1997 del Museo de Manéga, con el objetivo de evitar que las piezas del museo que marcan la historia africana acabaran en Europa.  Fue el primer abogado de Burkina Faso y ha sido abogado del Tribunal Penal Internacional para Ruanda. De 2004 a 2008 fue experto independiente de las Naciones Unidas para los derechos humanos de la República Democrática del Congo. Apasionado de la cultura tradicional, ha recogido numerosas grabaciones y ha escrito numerosas obras. También ha publicado numerosos libros de sus investigaciones sobre justicia, sociología, arte y literatura especialmente centrada en su pueblo natal y la cultura mossi. En 1982 recibió el Gran Premio Literario del África Negra (llamado el Goncourt africano) y en 1991 la Medalla de Honor de la Asociación de Escritores de Lengua Francesa (ADELF). Ha escrito más de 60 libros.

## Biografía
Nació sobre el año 1943 en Manéga, el corazón del país de los mossi, capital del Antiguo Reino de Zitenga (Ziten-Manéga) que se unirá en el siglo XVIII a Oubritenga, Capital Definitiva, Uagadugú.
Desciende por parte de padre de jefes tradicionales del país de los mossi y por línea materna pertenece a los gnun-ossé, antiguos habitantes que ocupaban las tierras antes de la llegada de los mossi. Fue el primer niño del pueblo en ser enviado a la escuela.
Realizó estudios primarios y secundarios en Alto Volta Koudougou en Burkina Faso y posteriormente en la Escuela Normal de Dabou (Costa de Marfil). Ha cursado estudios universitarios de Derecho, Sociología y Letras en las universidades de Abiyán, Uagadugú, Dakar y la Universidad de Rennes (1971) siendo el primer abogado de la historia de Burkina Faso.

### Trayectoria jurídica
Pacéré fue el primer abogado de Burkina Faso en 1973 y fue decano de los abogados de Burkina Faso de 1973 a 1992 cuando se creó el Colegio de Abogados del que fue el primer presidente de 1990 a 1992.
En 1993 fue portavoz de 25 abogados en el proceso de Crímenes de Sangre en Bamako, en 1996-1998 fue abogado principal en el Tribunal Penal Internacional para Ruanda como abogado de Naciones Unidas, de 1998 a 2014 fue abogado principal en el Tribunal Penal Internacional para Ruanda en Arusha (Tanzania).
Comprometido en la lucha en defensa de los derechos humanos, de 2004 a 2008 fue nombrado experto independiente de las Naciones Unidas para los derechos humanos en la República Democrática del Congo puesto para el que no fue renovado por sus severas críticas a la situación del país y las denuncias sobre la violencia contra las mujeres y los menores. Human Rights Watch consideró que fue una traición con respecto a las responsabilidades hacia el pueblo congoleño. Pacéré ha continuado denunciando la falta de respeto a los derechos humanos en África.
Fue miembro del comité de redacción de la Constitución de Burkina Faso de 1991 especialmente en lo que se refiere el marco de renovación de la presidencia del país.
En 1992 fue miembro fundador de "Abogados sin fronteras" junto al abogado francés Mario Stasi organización que presentó el 24 de enero de 1992 y de la que reivindica las raíces africanas de la organización frente a las tesis de que fue "un abogado de Europa, en colaboración con Bernard Kouchner".

### Trayectoria literaria
Preocupado por la permanencia de la cultura africana ha investigado y publicado numerosas obras.
Especialista en literatura oral, sus escritos conectan la tradición y la modernidad. También ha investigado especialmente el lenguaje de los tambores y las máscaras. Tiene una extensa obra en la que combina sus investigaciones sobre la música y las literaturas no escritas con la creación literaria.  Influenciado por la negritud, se ha erigido como el continuador de los poetas tradicionales. Su poesía surge de las raíces y la palabra de los griots buscando los efectos del rito, conectando con la poesía oral. También se ha inclinado por el estudio de lo que denomina la bendrología, el lenguaje de los tamtanes y ha escrito varios libros en moré, la lengua de los mossi.
En 2015 en una entrevista explicaba que sufrió racismo en Europa y se replegó en su cultura como reacción al rechazo.
En 1982 ganó el Gran premio literario del África Negra con Poèmes pour l'Angola (1982) y La Poésie des griots (1982).
El 6 de diciembre de 2019 fue entronizado como jefe consuetudinario de Zitenga, Naba Panantugri, y reina en veintiocho pueblos.

## Premios y reconocimientos
- Gran Premio Literario del África Negra (1982)
- Miembro de la Academia de las Ciencias de Ultramar, Francia, desde noviembre de 2009[14]
- Caballero de la Legión de Honor de la República Francesa
- Medalla de honor del Colegio de Abogados de Madrid (2011)[15]
- Medalla de honor del Colegio de Abogados de París
- Doctor honoris causa de la Universidad Charles Louis de Montesquieu de Abiyán
- Medalla de Honor de la Asociación de Escritores de Lengua Francesa

## Obras
- Ça tire sous le Sahel 1976
- Refrains sous le Sahel 1976
- Quand s'envolent les grues couronnées 1976
- La poésie des griots 1983
- Poème pour l'Angola 1983
- Saglengo, la poésie du tam-tam 1994
- Problématique de l'aide aux pays sous-développés 1976
- Ainsi on a assassiné tous les Mossé 1979
- Le langage des tam-tams et des masques en Afrique 1992
- Saglego, la poésie du tam-tam 1994
- L'homme meurt seul 2007